# Powiat Monachium
Powiat Monachium – powiat w Niemczech, w kraju związkowym Bawaria, w rejencji Górna Bawaria, w regionie Monachium.
Siedzibą powiatu jest miasto na prawach powiatu Monachium, które jednak do powiatu nie należy.

## Podział administracyjny
W skład powiatu wchodzą:
- dwie gminy miejskie (Stadt)
- 27 (pozostałych) gmin (Gemeinde)
- trzy obszary wolne administracyjnie (gemeindefreies Gebiet)

Miasta:
| Lp. | Nazwa miasta         | Ludność (31.12.2011) | Powierzchnia km² |
| --- | -------------------- | -------------------- | ---------------- |
| 1   | Garching bei München | 16258                | 28,16            |
| 2   | Unterschleißheim     | 26590                | 14,93            |

Gminy wiejskie:
| Lp. | Nazwa gminy                | Ludność (31.12.2011) | Powierzchnia km² |
| --- | -------------------------- | -------------------- | ---------------- |
| 1   | Aschheim                   | 7798                 | 28,04            |
| 2   | Aying                      | 4652                 | 54,98            |
| 3   | Baierbrunn                 | 2973                 | 7,21             |
| 4   | Brunnthal                  | 4879                 | 38,03            |
| 5   | Feldkirchen                | 6728                 | 6,41             |
| 6   | Gräfelfing                 | 12928                | 9,58             |
| 7   | Grasbrunn                  | 6507                 | 23,59            |
| 8   | Grünwald                   | 11109                | 7,63             |
| 9   | Haar                       | 19609                | 12,90            |
| 10  | Hohenbrunn                 | 9074                 | 16,82            |
| 11  | Höhenkirchen-Siegertsbrunn | 10049                | 15,19            |
| 12  | Ismaning                   | 15711                | 40,19            |
| 13  | Kirchheim bei München      | 12607                | 15,51            |
| 14  | Neubiberg                  | 13829                | 5,77             |
| 15  | Neuried                    | 8526                 | 9,63             |
| 16  | Oberhaching                | 13061                | 33,05            |
| 17  | Oberschleißheim            | 11442                | 30,60            |
| 18  | Ottobrunn                  | 20404                | 5,23             |
| 19  | Planegg                    | 10627                | 10,68            |
| 20  | Pullach im Isartal         | 8761                 | 7,41             |
| 21  | Putzbrunn                  | 6276                 | 11,17            |
| 22  | Sauerlach                  | 7293                 | 56,94            |
| 23  | Schäftlarn                 | 5585                 | 16,71            |
| 24  | Straßlach-Dingharting      | 2976                 | 28,34            |
| 25  | Taufkirchen                | 18076                | 22,02            |
| 26  | Unterföhring               | 10500                | 12,80            |
| 27  | Unterhaching               | 23134                | 10,76            |

Obszary wolne administracyjnie:
| Lp. | Nazwa obszaru      | Ludność (31.12.2011) | Powierzchnia km² |
| --- | ------------------ | -------------------- | ---------------- |
| 1   | Forstenrieder Park | niezamieszkany       | 37,08            |
| 2   | Grünwalder Forst   | niezamieszkany       | 19,53            |
| 3   | Perlacher Forst    | niezamieszkany       | 13,36            |

## Demografia
Dane o ludności z 31 grudnia 2008:
| Opis                                | Ogółem  | Ogółem | Kobiety | Kobiety | Mężczyźni | Mężczyźni |
| ----------------------------------- | ------- | ------ | ------- | ------- | --------- | --------- |
| Jednostka                           | osób    | %      | osób    | %       | osób      | %         |
| Populacja                           | 317 543 | 100    | 161 204 | 50,77   | 156 339   | 49,23     |
| Wiek przedprodukcyjny (0–17 lat)    | 57 112  | 17,99  | 27 812  | 8,76    | 29 300    | 9,23      |
| Wiek produkcyjny (18–65 lat)        | 198 072 | 62,38  | 98 984  | 31,17   | 99 088    | 31,2      |
| Wiek poprodukcyjny (powyżej 65 lat) | 62 359  | 19,64  | 34 408  | 10,84   | 27 951    | 8,8       |

## Polityka

### Kreistag
|                          |                          | 2002    | 2002    | 2002    | 2008    | 2008    | 2008    |
| miejsca                  | %                        | głosy   | miejsca | %       | głosy   |         |         |
| ------------------------ | ------------------------ | ------- | ------- | ------- | ------- | ------- | ------- |
|                          | CSU                      | 33      | 46,1%   | 60 661  | 28      | 39,7%   | 54 055  |
|                          | SPD                      | 19      | 26,6%   | 34 938  | 18      | 24,9%   | 33 958  |
|                          | Zieloni                  | 7       | 9,6%    | 12 682  | 10      | 13,8%   | 18 840  |
|                          | FW                       | –       | –       | –       | 8       | 11,3%   | 15 401  |
|                          | FDP                      | 3       | 4,9%    | 6445    | 5       | 7,9%    | 10 730  |
|                          | ödp                      | 1       | 1,8%    | 2428    | 1       | 2,4%    | 3235    |
|                          | FW/PF/BV                 | 7       | 9,7%    | 12 775  | –       | –       | –       |
|                          | REP                      | 0       | 1,2%    | 1616    | –       | –       | –       |
|                          |                          | 70      | 100%    | 131 545 | 70      | 100%    | 136 219 |
| uprawnieni do głosowania | uprawnieni do głosowania | 225 009 | 225 009 | 225 009 | 241 427 | 241 427 | 241 427 |
| głosy ważne              | głosy ważne              | 131 545 | 131 545 | 131 545 | 136 219 | 136 219 | 136 219 |
| głosy nieważne           | głosy nieważne           | 4376    | 4376    | 4376    | 4757    | 4757    | 4757    |
| frekwencja               | frekwencja               | 60,4%   | 60,4%   | 60,4%   | 58,4%   | 58,4%   | 58,4%   |